# كأس شمال مقدونيا 2008–09
كأس شمال مقدونيا 2008–09 هو موسم من كأس مقدونيا. كان عدد الأندية المشاركة فيه 32، وفاز فيه نادي رابوتنيتشكي.